# Чопко (приток Авама)
Чопко — река в Таймырском Долгано-Ненецком районе Красноярского края России, левый приток Авама. Длина реки — 150 км, площадь водосборного бассейна — 3210 км².
Река берёт начало на севере плато Путорана на высоте более 494 м над уровнем моря. В верховьях и среднем течении течёт преимущественно на север, в низовьях — на восток. В верховьях течёт по горной тундре в узком ущелье, разрезающем плоские горные вершины. Характер течения бурный, скорость течения достигает 1,3 м/с. Выйдя на равнину, течёт по лесотундре с преобладанием лиственницы, протекает через озеро Нинча-Джиелях. В бассейне большое число некрупных озёр. В среднем течении, после впадения главного притока Ондодоми длиной 120 км, русло расширяется до 177 м. В нижнем течении принимает сток из озера Рыбное. Впадает в Авам слева в 83 км от его устья, на высоте 28 м над уровнем моря. В нижнем течении ширина русла достигает 145 м при глубине 1 м, скорость течения — 0,3 м/с.

## Данные водного реестра
По данным государственного водного реестра России и геоинформационной системы водохозяйственного районирования территории РФ, подготовленной Федеральным агентством водных ресурсов:
- Бассейновый округ — Енисейский
- Речной бассейн — Пясина
- Речной подбассейн — нет
- Водохозяйственный участок — Пясина и другие реки бассейна Карского моря от восточной границы бассейна Енисейского залива до западной границы бассейна реки Каменная
- Код объекта в государственном водном реестре — 17020000112116100122491[5].